# André Cardoso
Pour les articles homonymes, voir Cardoso.
André Fernando Santos Martins Cardoso, né le 3 septembre 1984 à Gondomar, est un coureur cycliste portugais. Passé professionnel en 2006, il obtient ses principaux résultats dans son pays natal. Il est suspendu quatre ans en 2018 après un contrôle positif à l'EPO.

## Biographie
André Cardoso commence sa carrière dans les équipes portugaises de troisième division, avant de rouler pour Caja Rural pendant trois ans. En 2011, il remporte une étape du Tour du Portugal et termine deuxième du général.
En 2013, leader de son équipe Caja Rural-Seguros RGA aux côtés de David Arroyo lors du Tour d'Espagne, il réalise une très bonne Vuelta, et termine seizième du classement général.
En 2014, il rejoint le World Tour en signant pour l'équipe Garmin-Sharp, avec pour rôle principal d'aider ses leaders dans la montagne, notamment Ryder Hesjedal et Daniel Martin. En 2016, lors du Tour d'Italie, il termine quatorzième du classement général, tout en aidant son leader Rigoberto Urán, qui termine quant à lui septième.
L'année suivante, il est recruté par l'équipe World Tour américaine Trek-Segafredo. Avant le départ du Tour de France 2017, il est provisoirement suspendu à la suite d'un contrôle antidopage positif à l'EPO le 27 juin et est immédiatement remplacé par Haimar Zubeldia. Cardoso affirme être innocent et demande l’analyse de l'échantillon B. Celui-ci s'avère non concluant, mais la CADF (Cycling Anti-Doping Fondation) et la LADS (Legal Anti-Doping Service), maintiennent la suspension, ajoutant qu’il existe suffisamment d’éléments pour justifier la disqualification. Le 15 novembre 2018, seize mois après le test initial, il est suspendu pour une période de quatre ans, soit jusqu'en juillet 2021.
Le 27 juin 2021, il rejoint l'équipe continentale portugaise Efapel.

## Palmarès et classements mondiaux

### Palmarès
- 2005
  - Tour du Portugal de l'Avenir :
    - Classement général
    - 5e étape
- 2009
  - 3e du Grand Prix International CTT Correios de Portugal
- 2010
  - 3e du championnat du Portugal sur route
  - 3e du Grand Prix Liberty Seguros
- 2011
  - Tour des Terres de Santa Maria da Feira :
    - Classement général
    - 2e étape (contre-la-montre par équipes)

  - 8e étape du Tour du Portugal
  - 2e du Tour du Portugal
- 2013
  - 2e de la Prova de Abertura

### Résultats sur les grands tours

#### Tour d'Italie
3 participations
- 2014 : 20e
- 2015 : 21e
- 2016 : 14e

#### Tour d'Espagne
4 participations
- 2012 : 21e
- 2013 : 16e
- 2014 : 25e
- 2015 : 18e

### Classements mondiaux
| Année            | 2006 | 2007  | 2008  | 2009 | 2010 | 2011 | 2012 | 2013 | 2014 | 2015 |
| ---------------- | ---- | ----- | ----- | ---- | ---- | ---- | ---- | ---- | ---- | ---- |
| UCI World Tour   |      |       |       |      |      |      |      |      | 205e | 158e |
| UCI Europe Tour  | 778e | 1187e | 1077e | 210e | 139e | 126e | 599e | 149e |      |      |
| UCI Oceania Tour |      |       |       |      | 30e  |      |      |      |      |      |